# Margotia gummifera
Thapsia gummifera é uma espécie de planta com flor pertencente à família Apiaceae. É uma das apiáceas que podem ter sido conhecidas na antiguidade como sílfio.

## Portugal
Trata-se de uma espécie presente no território português, nomeadamente em Portugal Continental.
Em termos de naturalidade é nativa da região atrás indicada.

## Protecção
Não se encontra protegida por legislação portuguesa ou da Comunidade Europeia.

## Sinónimos
- Margotia gummifera (Desf.) Lange, tendo sido publicada em Prod. Fl. Hisp. iii. 25.[2]